# Phragmidium rosae-multiflorae
Phragmidium rosae-multiflorae är en svampart som beskrevs av Dietel 1905. Phragmidium rosae-multiflorae ingår i släktet Phragmidium och familjen Phragmidiaceae.   Inga underarter finns listade i Catalogue of Life.